# 松田健一郎
松田健一郎（日语：／ Matsuda Kenichirō，1978年1月22日—）是日本男性聲優，埼玉縣出身，ARTSVISION所屬。

## 出演作品

### 電視動畫
時期不明
- 可愛巧虎島

2007年
- 精靈守護者（村民B）
- DARKER THAN BLACK -黑之契約者-（コックB）

2008年
- 一騎當千 Great Guardians（店主）
- Keroro軍曹（上司、元機関砲）
- 骷髏13（警官、所員、ビート）
- SOUL EATER 噬魂者（村民B）
- 深淵傳奇（塔魯塔洛斯士兵）
- 隱王（大叔）
- 今日大魔王（士兵）
- 火影忍者疾風傳（暗部的忍者、火之寺的忍僧、木葉的暗部）
- 藥師寺涼子怪奇事件簿（手下B、警備員A）
- 小雙俠（父、奉行）

2009年
- EXAMURAI戰國（AKIRA）
- 黑神 The Animation（トライバルエンド）
- 真無敵鐵金剛 衝擊！Z篇（阿強）
- DARKER THAN BLACK -流星之雙子-（操作員）
- 信蜂（男A、編輯B、委員B）
- 東京地震8.0（海上保安官）
- 火影忍者疾風傳（砲台男、鬼鳳、木葉的研究員、天善的保鑣、砦的囚人、木葉的忍者）
- 貓願三角戀（一之瀨組組員）
- 東之伊甸（AKX20000 他）
- Phantom 〜Requiem for the Phantom〜（傑克森）
- 戰鬥陀螺 鋼鐵奇兵（無法者）
- 天堂餐館（マルゲリータ夫）

2010年
- 一騎當千 XTREME XECUTOR（店主）
- Angel Beats!（裁判B）
- 王牌投手 振臂高揮 ～夏季大會篇～（一塁審、二塁審、守谷修平）
- KIDDY GiRL-AND（大叔）
- COBRA THE ANIMATION（加西亞）
- 屍鬼（大川篤、廣澤、江渕）
- 戰鬥司書 The book of Bantorra（店主B）
- 火影忍者疾風傳（傑）
- 爆丸2大爆破（威達岩神、可雷博士）

2011年
- Battle Spirits Brave（魔族、メムノン）
- Battle Spirits 霸王（仁霧拳[2]、サファリ、ボンバー）
- 迷茫管家與膽怯的我（主持人）

2012年
- 機動戰士GUNDAM AGE（古勒度·奧圖）
- JoJo的奇妙冒險（多羅溫）
- 新網球王子（柘植龍二）
- 探險托里蘭托（荒くれ男、ブラッドシーラカンス）
- 火影忍者疾風傳（岩之文賀）

2013年
- 伽利略少女（魯格·范赫文）
- 義風堂堂！！兼續和慶次（榊原康政）
- BLOOD LAD 血意少年（ONIQLO店長[3]、魔族A、殿堂郵便）
- 遊戲王ZEXAL II（蟬丸）

2014年
- WIZARD BARRISTERS～弁魔士賽希爾（檢察官）
- 狼少女和黑王子（チーママ）
- 我，要成為雙馬尾（罪惡魔虎）
- 櫻Trick（春香的父親）
- 刀劍神域II（貝西摩斯）
- 屬性同好會D-FRAGMENTS（長山宏）
- 天雷爭霸：復仇者聯盟（浩克[4]）
- 獻給某飛行員的戀歌（葛列果里歐·拉·伊爾）
- DRAMAtical Murder 戲劇性謀殺（敏克）
- 笑傲曇天（織田千代長）
- 七大罪（魔人、泰祖、馬爾瑪斯）
- HAMATORA-超能偵探社-（ウェイト）

2015年
- 暗殺教室（男A）
- 學戰都市Asterisk（葛爾特·席勒）
- 黑街（B2級黃昏種）
- 攻殼機動隊 ARISE ALTERNATIVE ARCHITECTURE（巴特[5]）
- 夏洛特（細山田）
- 槍與面具（幫的殘黨們）
- 亂步奇譚 Game of Laplace（角田）
- 六花的勇者（夸特）

2016年
- 甲鐵城的卡巴內里（榎久）
- 在下坂本，有何貴幹？（男學生）
- Schwarzesmarken（トニ・ツィックラー）
- 侍靈演武：將星亂（魏延[6]）
- 七大罪 聖戰的預兆（馬爾瑪斯）
- 喵阿楞！（クロ）
- 春&夏推理事件簿 ～春太與千夏的青春～（日野原秀一）
- 女神異聞錄5 the Animation -THE DAY BREAKERS-（大迫）
- 魔奇少年 辛巴達的冒險（盜賊頭目）
- 靈劍山 星塵之宴（掌門、旁白）

2017年
- élDLIVE宇宙警探（里格斯、沙布羅爾星人）
- 鬼平（音松的繼父）
- 靈劍山 通往叡智的資格（靈劍派掌門）
- 月色真美（体育教師、田徑社顧問、廣播）
- 時鐘機關之星（瓦伊尼·哈爾達[7]）
- 多美卡超級救援DRIVE HEAD機動救急警察（西園寺貴仁）
- 櫻花任務（岩下孝藏[8]）
- MARVEL 復仇者聯盟Future Avengers（浩克[9]）
- 半獸人的煩惱（重時）
- 黑色五葉草（戈登·阿格里帕[10]、旁白）
- 奇諾之旅 the Beautiful World（陸[11]）

2018年
- 七大罪 戒律的復活（紅色魔神、泰祖）
- 銀河英雄傳說 Die Neue These 邂逅（レムラー）
- 重神機潘多拉（マイケル）
- 美男高校地球防衛部HAPPY KISS！（ホニャラランド住人）
- 音樂少女（山田木貴[12]）
- 我的英雄學院 第3期（士傑教師）
- RErideD -穿越時空的德理達-（賈奎斯·伊萬[13]）
- CONCEPTION 產子救世錄（香格里拉）
- 尤利西斯 貞德與鍊金騎士（莫吉斯）
- Double Decker！刑事雙雄（維克多）
- BAKUMATSU（石川五右衛門）

2019年
- 笑容的代價（モーゼス）
- revisions（宮脇防災計畫課長）
- 路人超能100 II（鄰居）
- 魔法禁書目錄III（杉谷）
- 逆轉裁判（尾並田美散）
- 多羅羅（兵庫）
- 不愉快的妖怪庵 續（アラナキ）
- FAIRY TAIL（布拉德曼）
- RobiHachi（店長）
- 彼方的阿斯特拉（凱亞德高中的老師）
- 海盜戰記（托爾茲[14]、旁白）
- 胡蝶綺 ～少年信長～（林秀貞[15]）
- 萌獸寵物店（沃夫崗·馮·克拉夫特曼[16]）
- 真·中華一番！（李提督）
- 我的英雄學院 第4期（寶生結）

2020年
- 我的英雄學院 第4期（士傑高中的教師）
- 〈Infinite Dendrogram〉-無盡連鎖-（岣茲）
- Healin' Good ♥ 光之美少女（平光輝彥[17]、監督、雷翁）
- GIBIATE（亞當）
- 魔法律事務所（老人）
- 闇影詩章（玩家）
- 光之戰記 -ZUERST-（阿諾德·修巴魯茲[18]）
- 寶可夢 旅途（洛茲）
- 成神之日（尾熊雷太[19]）

2021年
- 咒術迴戰（DJ）
- 真·中華一番！（第2期）（李提督）
- 後空翻少年！！（馬淵修司[20]）
- 如果究極進化的完全沉浸RPG比現實還更像垃圾遊戲的話（麥克·馬克拉庫朗）
- SD鋼彈世界 群英集（コマンド署長）
- 魔卡派對（フェニバーン）
- 東京復仇者（光頭、東卍B）
- 王者天下3（介億[21]）
- 開掛藥師的異世界悠閒生活～到異世界開藥房去～（加斯帝）
- 通靈王（拉基斯特[22]）
- 逆轉世界的電池少女（鵜飼[23]）
- TSUKIPRO THE ANIMATION 2（田所劉生）

2022年
- 幻想三國誌 -天元靈心記-（張飛）
- 瓦尼塔斯的手札（風帽男）
- TRIBE NINE（西郷ロク）
- 天才王子的赤字國家重生術（柏德路修）
- SPY×FAMILY間諜家家酒（旁白、彭德·佛傑）
- 王者天下4（介億）
- 魔法使黎明期（尤德萊特）
- 契約之吻（邁爾斯·摩根[24]）
- OVERLORD IV（總司令官）
- 決鬥大師 WIN（マズキ）
- 鏈鋸人（蝙蝠惡魔）

2023年
- 淪落者之夜（ローブの悪魔）
- 海盜戰記 SEASON 2（旁白、托爾茲）
- 文豪Stray Dogs（大尉）
- 決鬥大師 WIN 決鬥學園篇（マズキ）
- 【我推的孩子】（事務所社長）
- SPY×FAMILY間諜家家酒 Season 2（彭德·佛傑[25]）
- 川越男子歌唱團（増田力）
- 世界盡頭的聖騎士 鐵鏽之山的君王（葛魯雷茲[26]）
- 愛犬訊號（威爾遜[27]、藤原誠二）
- 凹凸魔女的親子日常（喬瓦尼）
- 大小姐和看門犬（田貫組組長）
- 七大罪 啟示錄四騎士（泰茲、盜賊）
- 堤亞穆帝國物語～從斷頭台開始，公主重生後的逆轉人生～（貝爾納魯德）

2024年
- 極速星舞（理查·帕克[28]）
- 魔導具師妲莉亞永不妥協（馬切拉·努沃拉里[29]）
- 神之塔（第2期）（虎助[30]）
- 這個世界漏洞百出（墨田[31]）

2025年
- 魔域英雄傳說（格蘭平[32]）
- 雖然是公會的櫃檯小姐，但因為不想加班所以打算獨自討伐迷宮頭目（葛倫加利亞）
- NYAIGHT OF THE LIVING CAT 活屍貓之夜（ジン・E・マーロウ[33]）
- 鬼人幻燈抄（土浦[34]）
- SPY×FAMILY間諜家家酒 Season 3（彭德·佛傑[35]）

時期未定
- 從0位居民開始的邊境領主大人（迪亞斯[36]）

### 劇場動畫
2009年
- 東之伊甸 劇場版I The King of Eden（黒服リーター）

2013年
- AURA ～魔龍院光牙最後的戰鬥～（安藤辰夫[37]）
- 攻殼機動隊ARISE -GHOST IN THE SHELL-（巴特）

2015年
- 攻殼機動隊 新劇場版（巴特[38]）

2016年
2017年
- 刀劍神域劇場版：序列爭戰（貝西摩斯）

2018年
- 電影版 多美卡超級救援DRIVE HEAD機動救急警察（西園寺貴仁[39]）

2019年
- HUMAN LOST 人間失格（澀田[40]）

2022年
- 電影版 後空翻少年！！（馬淵修司）
- 航海王劇場版：紅髮歌姬
- THE FIRST SLAM DUNK（野間忠一郎[41]）

2023年
- 黑色五葉草：魔法帝之劍（戈登·阿格里帕、凱薩·格蘭波爾卡[42]）
- 劇場版 SPY×FAMILY CODE: White（彭德·佛傑[43]）

2024年
- DEAD DEAD DEMON'S DEDEDEDE DESTRUCTION 惡魔的破壞（寶田[44]）

### 遊戲
2019年
- 寶可夢大師（得撫）

## 外部連結
- （页面存档备份，存于） （日語）